# Kooperativa föreningen Fenix i Lund
Kooperativa föreningen Fenix var en svensk konsumentförening, verksam i Lund 1907–1960.

## Historik
Ett tidigt försök till konsumentkooperativ verksamhet i Lund var Lunds Arbetares Handelsbolag som grundades 1889, men tvingades lägga ner efter något år. En något mer långlivad verksamhet var Kooperativa Föreningen Thor som konstituerades den 28 januari 1900 och öppnade en butik vid Mårtenstorget den 2 april 1900. Den gick i konkurs 1903.
dö
Fenix första butik öppnade den 26 mars 1907 vid hörnet Mårtenstorget och Kiliansgatan. Den 19 oktober 1908 öppnades en filial på Klosterlyckan (nuvarande Trollebergsvägen).
Först 1930 tillkom en tredje butik på Karl XI-gatan. Sedermera öppnades allt fler små butiker. 
År 1939 beslöt sig Fenix för att öppna en filial i Södra Sandby. Den öppnades senare under 1939 i samarbetet med Lunds arbetares bageriförening.
Den 17 oktober 1941 etablerade Fenix och bageriföreningen gemensamt en folkrestaurang på Bantorget i "Blå Lyktans" lokal. Inspiration hämtades från liknande anrättningar hos konsumentföreningarna i Norrköping, Västerås och Örebro. En andra restaurang öppnades under 1943, nämligen Fenixrestaurangen på Skomakaregatan. Den följdes av Petri Pumpa vid Sankt Petri kyrkogata 1949. Restaurangen på Skomakaregatan lades ner 1950.
Den 1 november 1943 öppnades en ny butik på Kaprifolievägen i en ny byggnad ritad av Hans Westman. Den etablerades tillsammans med bageriföreningen och var Fenix tolfte speceributik och bageriföreningens fjortonde.
Den 1 april 1944 övertog Fenix Föreningen Fiskkonsums verksamhet i staden. Fiskkonsum hade grundats 1938 för att sälja fisk på buss i Rönneberga och Harjagers härader. Fenix fiskhandel lades ner i januari 1951.
När föreningen firade fyrtio år 1947 hade man 15 speceributiker, 2 mjölkbutiker, 2 "specialbutiker", 1 fiskavdelning och 2 restauranger i Lund, samt en butik i Södra Sandby. Under 1947 öppnade Fenix en filial i Stora Uppåkra och etablerade sig således i ytterligare en ort.
År 1951 fusionerades Lunds arbetares bageriförening in i Fenix. Bageriföreningen hade också ett omfattande nätverk av filialer som kompletterade Fenix. I samband med detta ändrades föreningens namn till Konsumtionsföreningen Fenix i Lund.
Mot slutet av 1950-talet aktualiserades frågan om fusion med Konsumentföreningen Solidar i Malmö. Beslut om fusion togs den 9 november och 10 december 1959. Föreningen uppgick 1960 i Solidar, som därefter drev de kooperativa butikerna i Lund. Bland annat öppnade Solidar under 1960 det Domusvaruhus på Mårtenstorget som Fenix ägnat en stor del av 1950-talet åt att planera. Mycket av Fenix övriga butiksnät skulle dock avvecklas av Solidar under 1960-talet när man koncentrerade verksamheten till större enheter.